# Lago di Vogorno
Der Lago di Vogorno ist ein zur Elektrizitätserzeugung genutzter Speichersee im Schweizer Kanton Tessin. Er befindet sich am Ausgang des Verzascatals (Val Verzasca) in den Gemeinden Gordola, Mergoscia und Verzasca. Zwei Kilometer flussabwärts mündet die Verzasca in den Lago Maggiore. Der See wird aufgestaut durch die 1965 fertiggestellte Contra-Talsperre (auch Verzasca-Damm genannt). Mit ihrer Höhe von 220 Metern ist sie die vierthöchste Staumauer der Schweiz nach denen der Stauseen Lac des Dix, Lac de Mauvoisin und Lago di Luzzone.

## Bauwerk

### Staumauer
Die Talsperre ist eine Bogenstaumauer aus Beton mit einer Höhe von 220 Metern und einer Kronenlänge von 380 m. Die Sperre ist an der Gründungssohle 25 Meter und an der Krone 7 Meter dick. Sie enthält 660'000 m³ Beton und hat eine Oberfläche von 44'500 m². Der Damm ist schlank und hat eine elliptisch geformte horizontale Biegung. Die horizontale Krümmung nimmt von der Mitte zur Gründungssohle hin ab, während die vertikale Krümmung von der Krone zur Sohle hin zunimmt. Die Dicke ist mit Ausnahme des Teils, wo der Damm das Fundament trifft, konstant, um den Druck auf den Fels zu reduzieren. Dieser beträgt bis zu 70 kg/cm². Vertikal steigt die Dicke von der Krone nach unten und beschreibt eine leichte Kurve von der Mitte zur Krone hin. Dies vermindert die Spannung, wenn das Reservoir nicht voll ist. Der Grundablass der Talsperre besteht aus zwei Rohren. Eines führt in einen Tunnel, der beim Bau der Sperre das Wasser umlenkte, das andere befindet sich am Fuss des Dammes und führt in den Fluss.

### Hochwasserentlastungen
Die Talsperre hat zwei Hochwasserentlastungen, die zusammen eine Kapazität von 2150 m³/s haben. Dies ist insbesondere notwendig, da die Wasserführung der Verzasca sehr starken saisonalen Schwankungen unterliegt und bis zu 1000 m³/s betragen kann.
Jede Hochwasserentlastung besitzt sechs Wehre, die je 12 Meter weit sind. Von jeder Öffnung fliesst das Wasser zu einer Schanze, welche das Wasser in die Mitte des Tals 200 Meter darunter schleudert. Die Hochwasserentlastungen wurden später umgebaut, um die Funktion durch die Vergrösserung der Pfeiler und durch zusätzliche seitliche Abweiser zu verbessern.

### Kraftwerk
Bis zu 50 m³/s Stauseewasser werden aus dem Reservoir mit Stauziel 470 Meter Seehöhe zu drei vertikalen 35-MW-Francis-Turbinen und einer horizontalen 4,3-MW-Pelton-Turbine geleitet, die in einem Kavernenkraftwerk auf 193 Meter Seehöhe untergebracht sind. Von dort wird es durch einen 1,9 km langen Tunnel in den Lago Maggiore geleitet.
Die jährliche Stromerzeugung beträgt ca. 230 GWh.
Erbauer und Besitzer des Kraftwerks ist die Verzasca SA. Sie besitzt eine 80-jährige Betriebserlaubnis am Kraftwerk bis ins Jahr 2046. Anteilseigner sind die Stadt Lugano mit zwei Dritteln und der Kanton Tessin mit einem Drittel.

### Baugeschichte
Am 6. Mai 1960 wurde die Verzasca SA gegründet, um den Contra-Damm als Herzstück des Hydroelektrischen Komplexes Verzasca zu bauen. Der Bau begann 1961. Planung und Bauaufsicht übernahm die Lombardi & Gellaro Ltd. Weil der Contra-Damm im Vergleich zu anderen Staudämmen in der Schweiz relativ niedrig liegt, konnten die Bauarbeiten ganzjährig ausgeführt werden. Um den Fluss umzuleiten und den Bauplatz trockenzulegen, wurden Kofferdämme angelegt und der Fluss durch einen Tunnel umgeleitet, der 200 m³/s fassen konnte. Da der Fluss wesentlich mehr Wasser führen kann als der Tunnel, war dies ein Risiko für die Ingenieure.
Die Betonarbeiten dauerten 19 Monate, wobei pro Tag bis zu 3100 m³ Beton verarbeitet wurden. Das Gestein für den Beton wurde in einem nahen Steinbruch abgebaut. Der Gneis wurde in einem Brecher zerkleinert und gesiebt (fraktioniert). Um die Ableitung der Hydratationswärme des Frischbetons zu erleichtern, wurde dieser mithilfe von kaltem Wasser gekühlt, das durch einbetonierte Stahlrohre zirkulierte. Nur bei den obersten 30 Metern des Dammes wurde darauf verzichtet, Auch ein Dichtungsschleier, gegen das Durchsickern von Wasser d. h. Um- und Unterläufigkeit des Bauwerks, wurde unter und um den Damm angebracht. Im August 1964 wurde begonnen, das Reservoir zu füllen. Einige wenige Häuser des Dorfs Vogorno, die an der früheren, nun im Stausee versunkenen Talstrasse lagen, wurden vor der Flutung gesprengt; Ersatz wurde am Hang oberhalb des Sees erbaut. Die historischen Dorfkerne der Fraktionen von Vogorno blieben jedoch vom Stausee allesamt unberührt. Im September 1965 war das Reservoir voll und der Bau abgeschlossen.

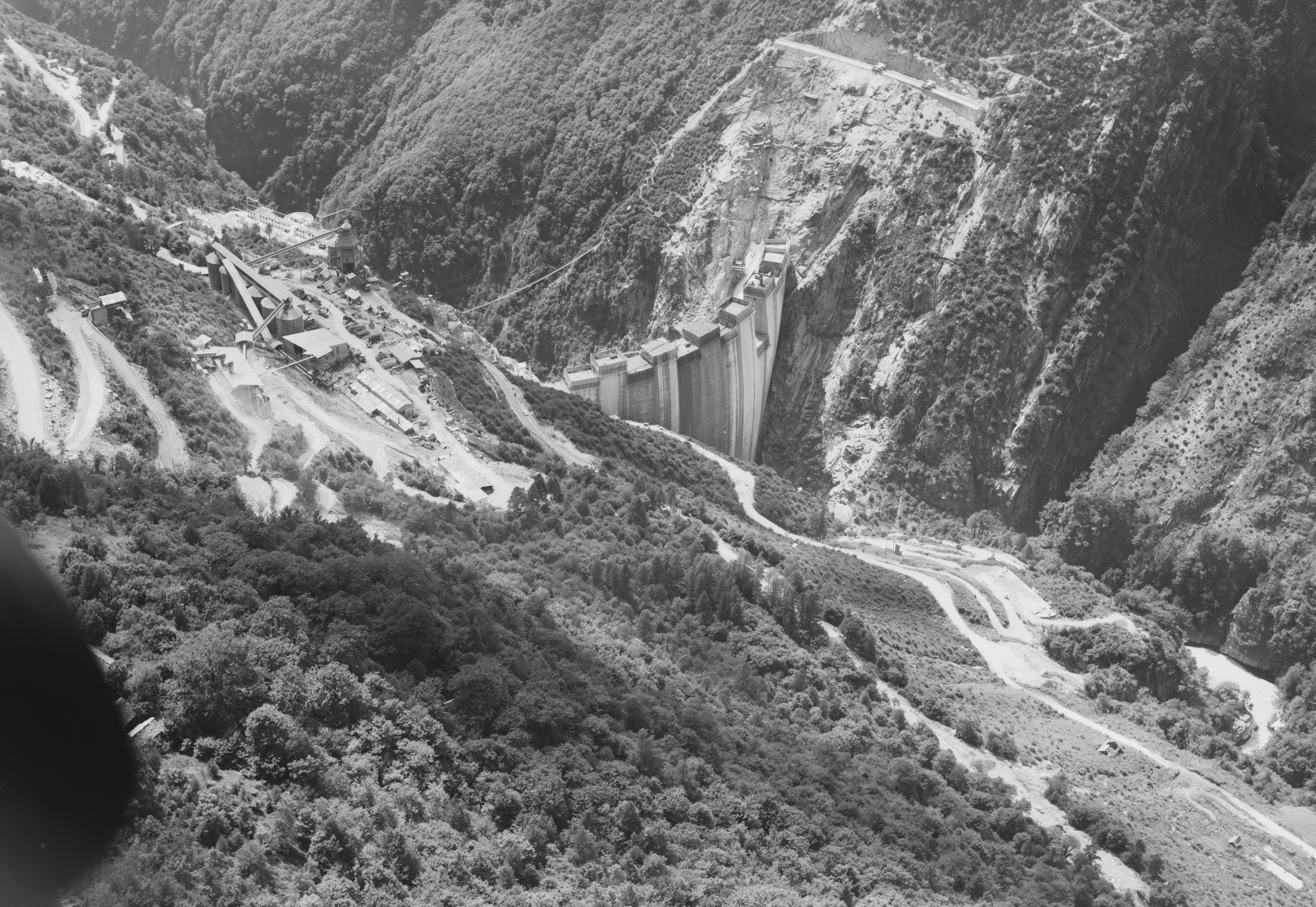
Staumauer des Lago di Vogorno vor der Aufstauung der Verzasca, historisches Luftbild von Werner Friedli (Juli 1964)

Bauingenieur Giovanni Lombardi bezeichnet die Sperre als eine seiner schönsten, hauptsächlich wegen ihrer Schlankheit und der «Sauberkeit des Designs». Da weniger Beton verbraucht wurde, wurden auch die Kosten gesenkt.
Während der Erstbefüllung des Speichersees trat wiederholt Induzierte Seismizität auf. Die Erdbeben begannen im Mai 1965, und die grössten Störungen traten zwischen Oktober und November auf, als der Speicher voll war. Die Epizentren lagen an zwei Verwerfungen nahe dem Damm. Bis zu 25 Stösse pro Tag wurden gemessen. Die Erdstösse klangen ab, als das Reservoir geleert wurde, und es wurde kein Schaden am Damm festgestellt. Nach dem Wiederbefüllen nahmen die Stösse ab, und es wurde vermutet, dass ein Gleichgewicht erreicht wurde, welches nicht auf verschiedene Wasserstände reagierte. Nach 1971 wurden keine seismischen Aktivitäten im Gebiet des Dammes mehr beobachtet.

## Trivia
Grössere Bekanntheit erlangte der Damm durch die Anfangsszene des siebzehnten James-Bond-Streifens GoldenEye (1995): sie zeigt Bond – gespielt von Pierce Brosnan – vom Damm springend, welcher als Double für die fiktionale Chemiewaffenfabrik Archangelsk in der Sowjetunion während des Kalten Kriegs diente. Tatsächlich wurde der Bungee-Sprung vom britischen Stuntman Wayne Michaels ausgeführt und von Sky Movies als bester Filmstunt aller Zeiten gewertet. Kurz nach Erscheinen von GoldenEye begann Verzasca SA als Besitzerin des Damms, diesen als Bungee-Jumping-Anlage an einen Bungee-Jump-Anbieter zu verleihen. Seitdem ist der Damm ein beliebtes Ziel für Bungeespringer. Dem Anbieter zufolge nutzten schon über 10'000 Besucher dieses Angebot.
In Staffel 14 der US-amerikanischen Reality-Fernsehserie The Amazing Race wagten Kandidaten den Bungee-Sprung vom Damm.

## Bilder

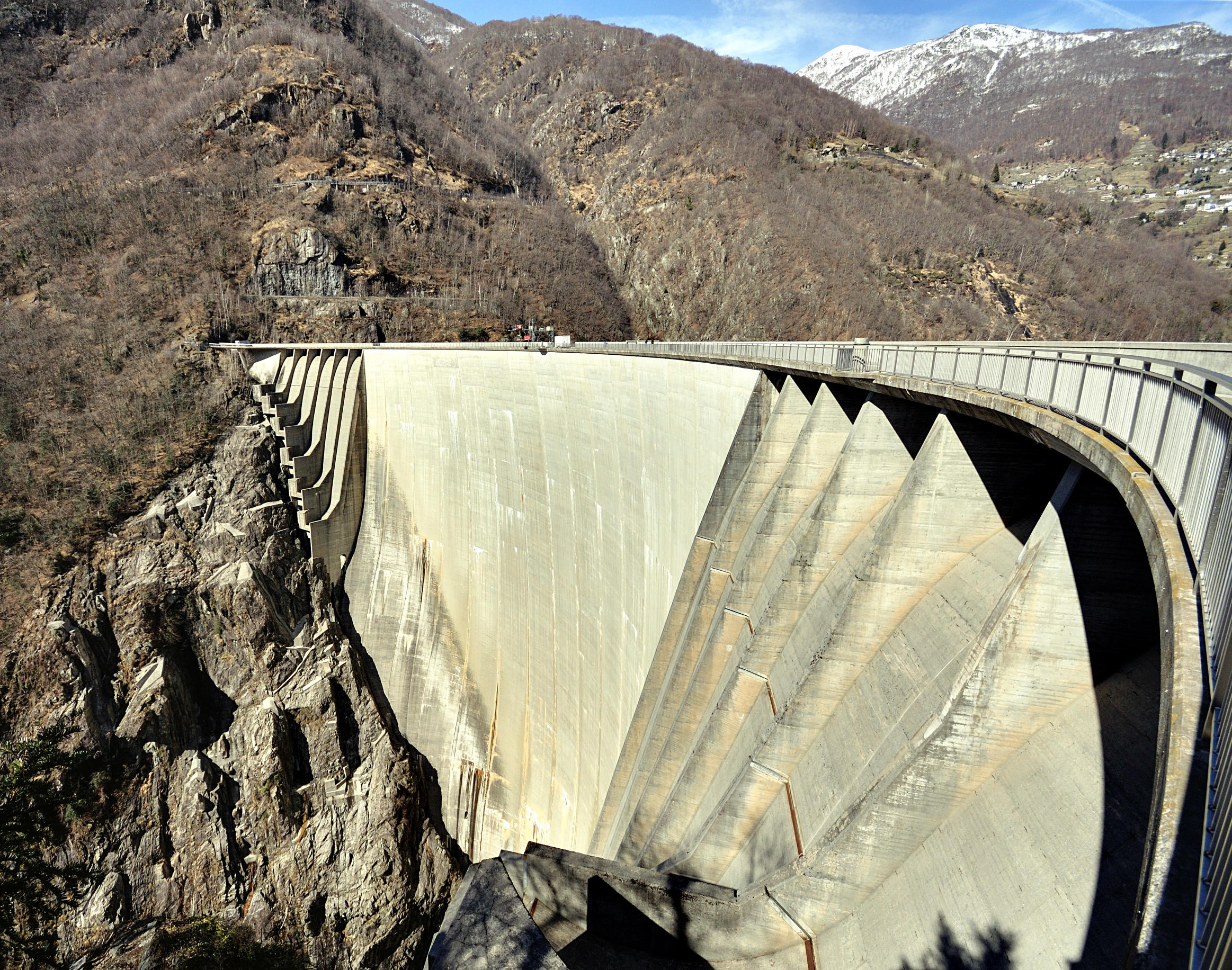
Die Staumauer der Talsperre Verzasca
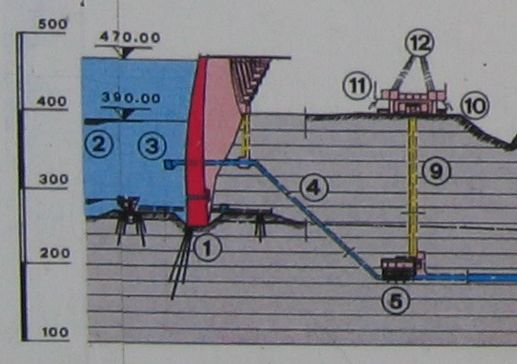
Schnitt durch die Staumauer
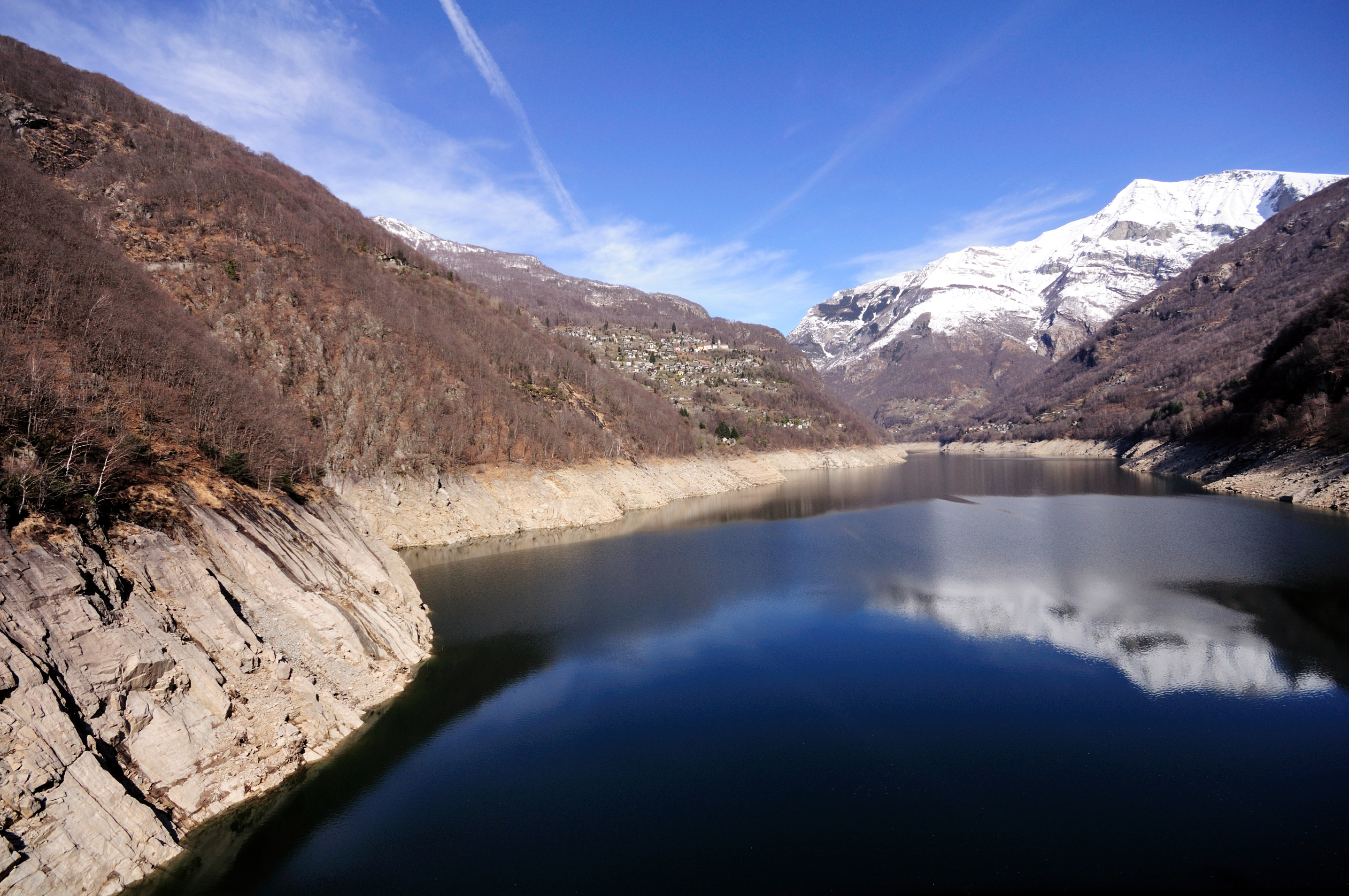
Lago di Vogorno von der Staumauer
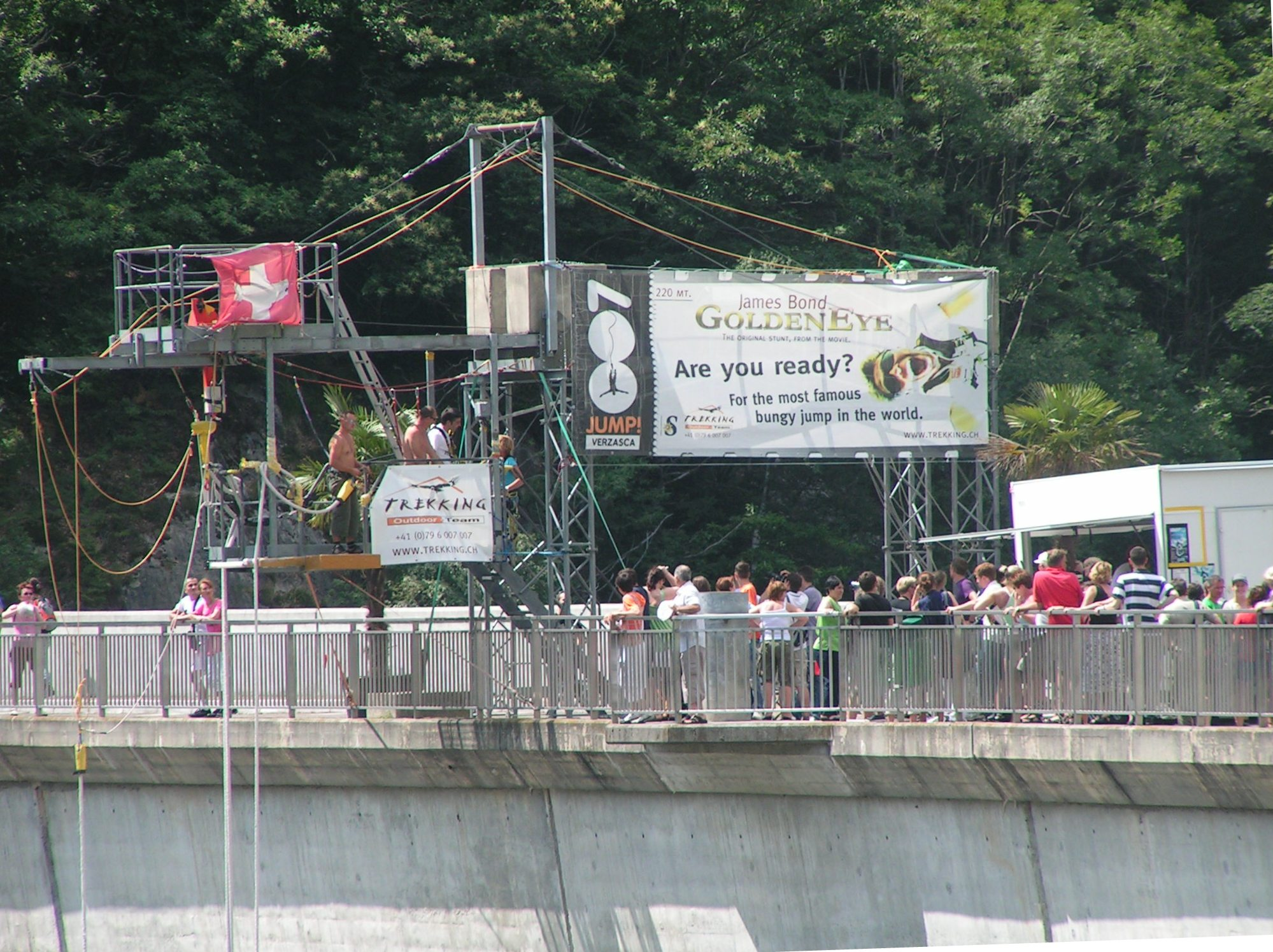
Bungee-Jumping von der Staumauer des Lago di Vogorno
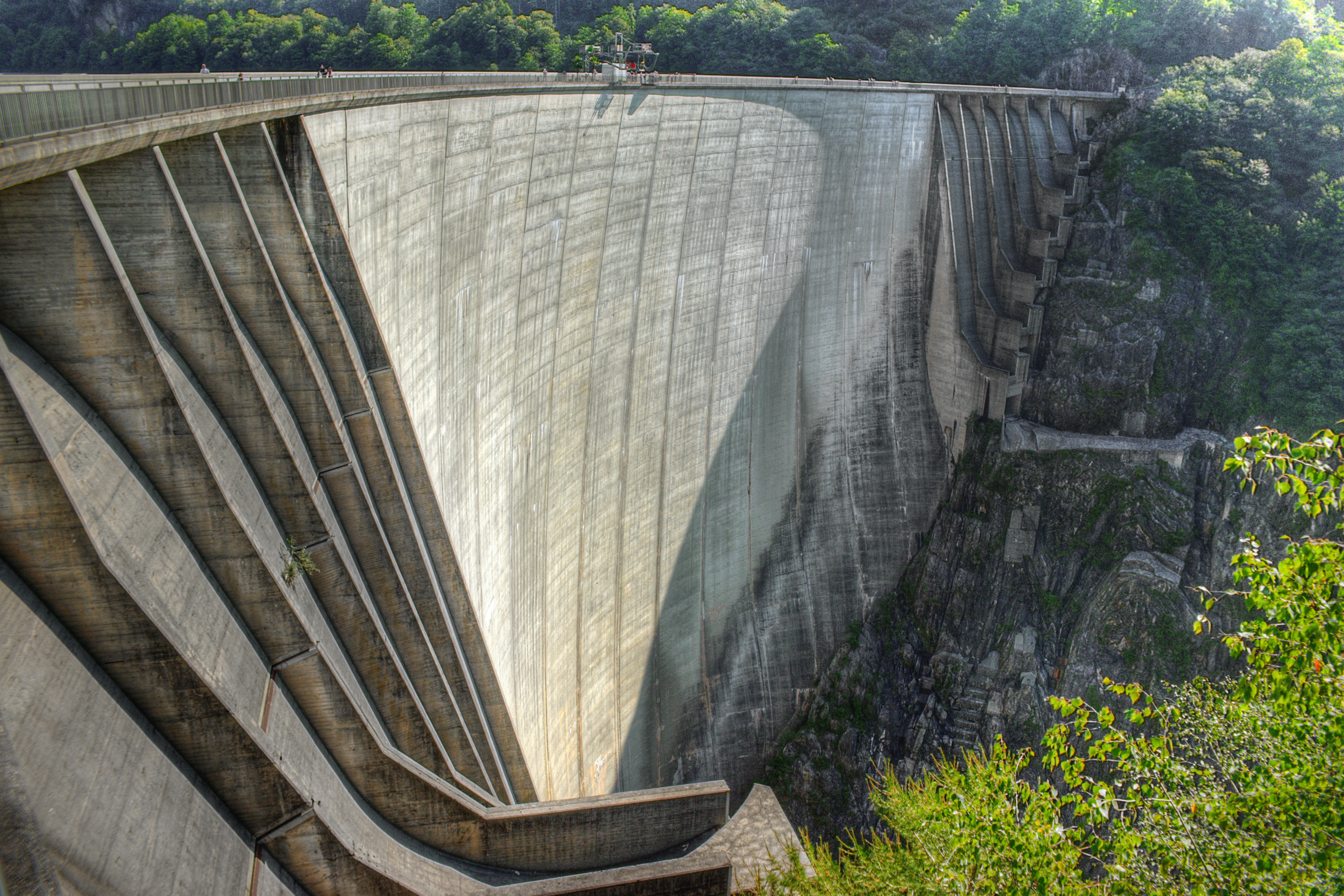
Staumauer mit Hochwasserentlastung
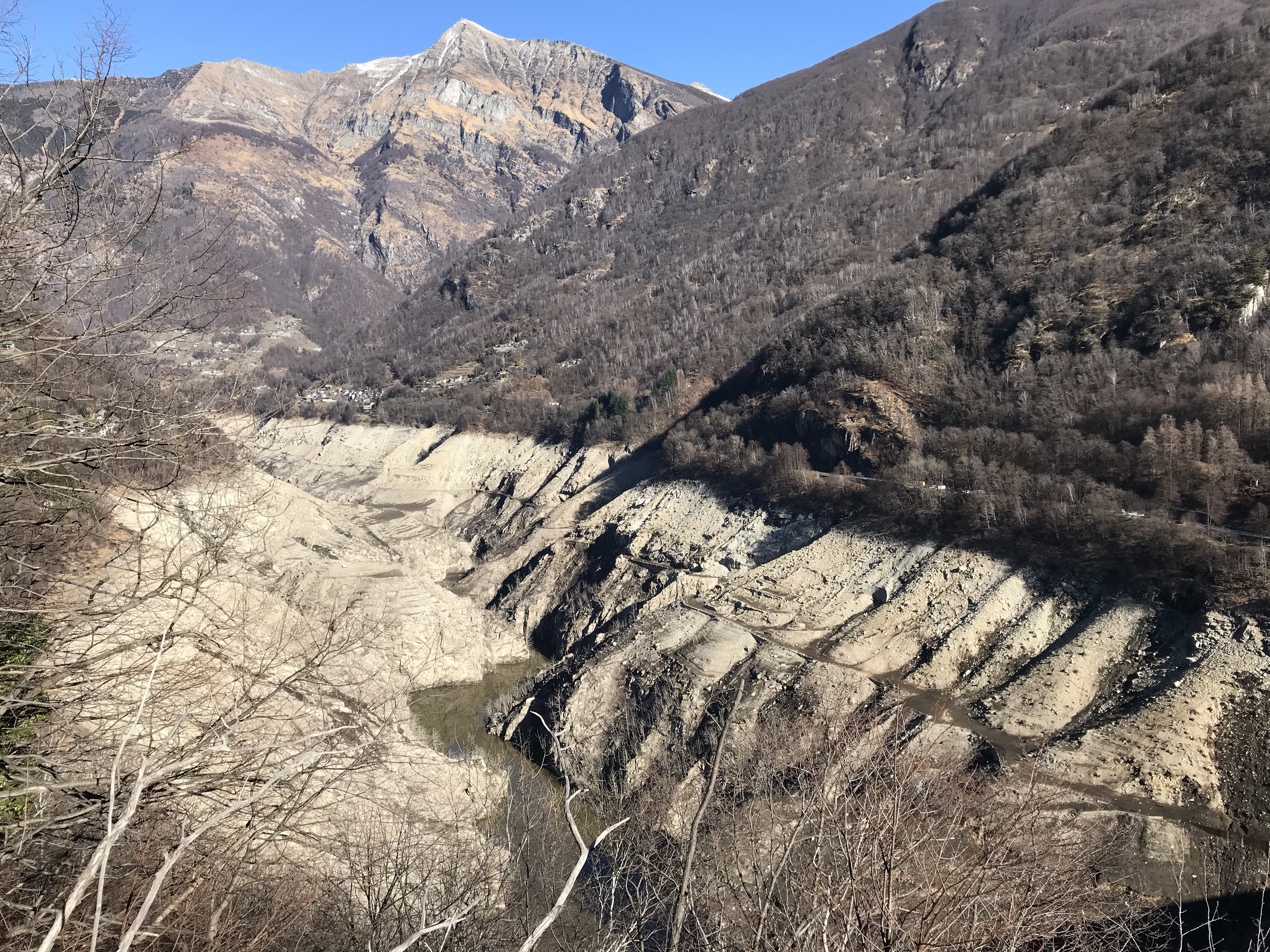
Der geleerte Stausee (2021/2022)
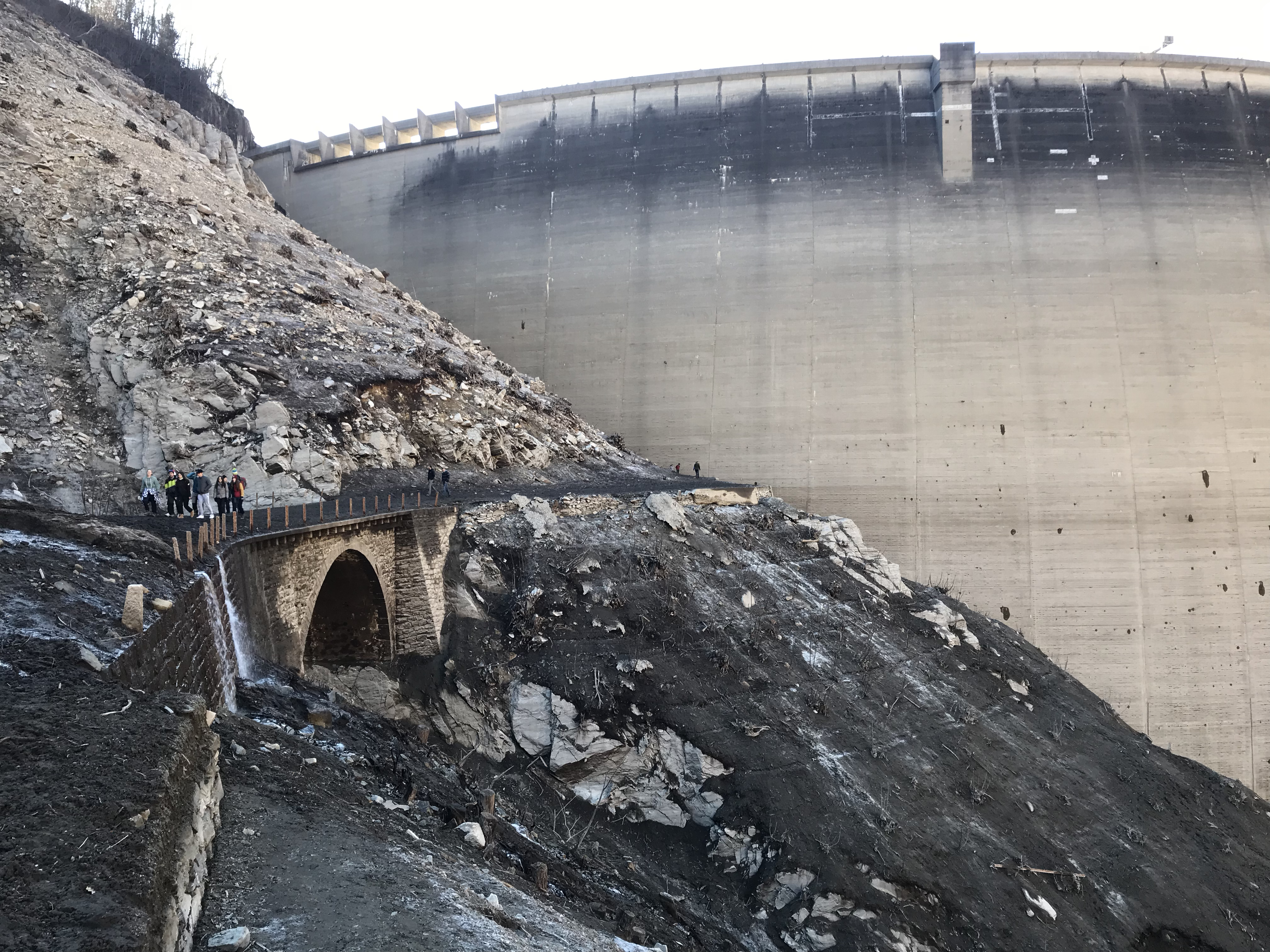
Die ehemalige Talstrasse im geleerten Stausee (2021/2022)
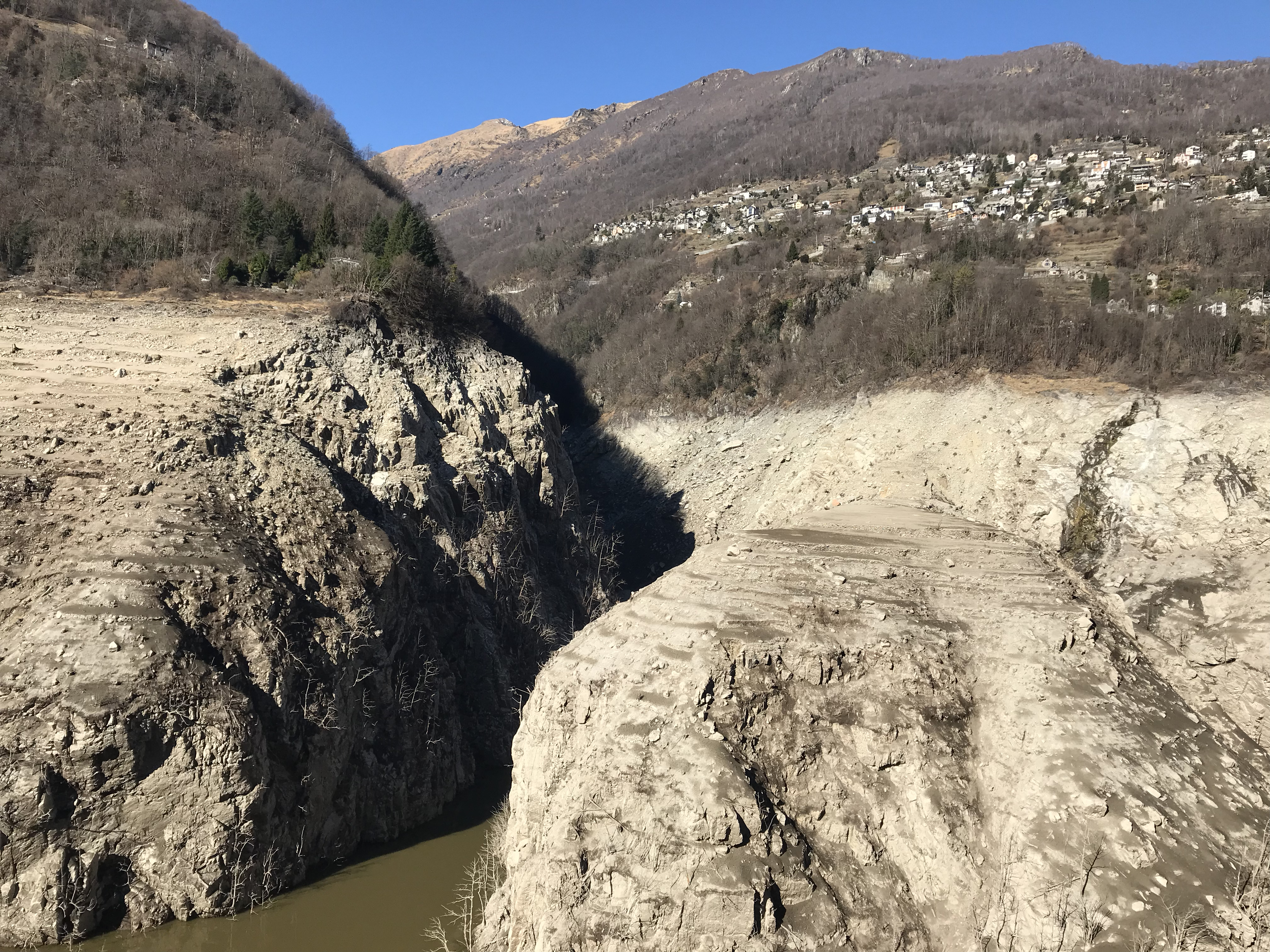
Ehemalige Terrassierungen im geleerten Stausee (2021/2022)